# Übereinkommen über technische Handelshemmnisse
Das Übereinkommen über technische Handelshemmnisse (englisch Agreement on Technical Barriers to Trade oder TBT-Agreement), allgemein als „TBT-Abkommen“ bezeichnet, ist ein internationaler Vertrag. Das Abkommen ist Teil des Welthandelsrechtes der Welthandelsorganisation (WTO). Er wurde zuletzt im Rahmen der Uruguay-Runde des Allgemeinen Zoll- und Handelsabkommens neu ausgehandelt und trat in seiner jetzigen Form als Teil des Marrakesch-Abkommens mit der Gründung der WTO Anfang 1995 in Kraft und ist für alle WTO-Mitglieder verbindlich.

## Zweck
Das TBT soll sicherstellen, dass technische Vorschriften, Standards, Prüfungen und Zertifizierungsverfahren keine unnötigen Handelshemmnisse schaffen. Das Abkommen verbietet technische Anforderungen, die geschaffen werden, um den Handel einzuschränken, im Gegensatz zu technischen Anforderungen, die für legitime Zwecke wie den Verbraucher- oder Umweltschutz geschaffen werden. Tatsächlich besteht sein Zweck darin, unnötige Hindernisse für den internationalen Handel zu vermeiden und allen WTO-Mitgliedern die Anerkennung zu geben, legitime Interessen gemäß ihrer eigenen Regulierungsautonomie zu schützen und gleichzeitig die Anwendung internationaler Standards zu fördern. Die Liste der berechtigten Interessen, die eine Handelsbeschränkung rechtfertigen können, ist nicht erschöpfend und umfasst den Schutz der Umwelt sowie der Gesundheit und die Sicherheit von Mensch und Tier.

## Struktur des Abkommens über technische Handelshemmnisse
Das TBT-Abkommen lässt sich in fünf Teile gliedern. Der erste Teil definiert den Geltungsbereich des Abkommens, der „alle Produkte, einschließlich Industrie- und Agrarprodukte“, jedoch keine Gesundheits- und Pflanzenschutzmaßnahmen, umfasst. Im zweiten Teil werden die Pflichten und Grundsätze technischer Vorschriften dargelegt. Im dritten Teil geht es um Konformität und Konformitätsbewertungen. Im vierten Teil geht es um Information und Unterstützung, einschließlich der Verpflichtung der Nationen, sich gegenseitig bei der Ausarbeitung technischer Vorschriften zu unterstützen. Der fünfte Teil sieht die Einrichtung des Ausschusses für technische Handelshemmnisse vor und legt das Streitbeilegungsverfahren fest.
Im Rahmen des Abkommens haben die Mitglieder verschiedene Pflichten. So müssen sie technische Standards anderer Staaten akzeptierten, sofern sie adäquat den Zweck der eigenen Standards erfüllt. Andere Pflichten umfassen unter anderem Mitteilungspflichten gegenüber dem TBT Commitee.
Eine Besonderheit des Abkommens ist unter anderem, dass es neben dem Dispute Settlement Understanding noch einige eigene Regelungen für den Streitbeilegungsprozess enthält, so zur Frage, inwieweit WTO-Panel technische Experten hören können.